# Appalachia (continent)

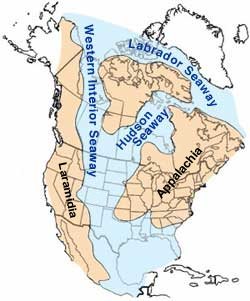
Appalachia 100 miljoen jaar geleden

Appalachia is een voormalig eilandcontinent uit het Laat-Krijt, toen de Western Interior Seaway Noord-Amerika in twee delen splitste. Het is genoemd naar het huidige middelgebergte de Appalachen.
Appalachia raakte tijdens het late Turonien door zeespiegelstijgingen gescheiden van Laramidia in het westen. Gedurende het middelste Maastrichtien kwam er weer een landverbinding tot stand. Tijdens de periode van isolatie ontwikkelde zich een aparte fauna. Daar is echter niet heel veel van bekend doordat de fossielhoudende lagen veel minder productief zijn dan de tegenhangers in Laramidia. Bekendere dinosauriërs die op Appalachia voorkwamen zijn Hadrosaurus en Dryptosaurus.